# Shifty Adventures in Nookie Wood
Shifty Adventures in Nookie Wood is het 15de studioalbum van John Cale. Dit album kwam in Nederland uit op 28 september 2012.

## Tracklist
1. I Wanna Talk 2 U − 3:32
2. Scotland Yard − 4:59
3. Hemingway − 3:58
4. Face to the Sky − 4:58
5. Nookie Wood − 4:05
6. December Rains − 4:41
7. Mary − 5:39
8. Vampire Cafe − 5:47
9. Mothra − 3:30
10. Living with You − 4:03
11. Midnight Feast − 5:00
12. Sandman (Flying Dutchman) − 3:44

## Musici
- John Cale − zang, gitaar, basgitaar, piano, orgel, keyboard, synthesizer, altviool, drumcomputer, slaginstrument
- Dustin Boyer − gitaar, synthesizer, achtergrondzang
- Michael Jerome Moore − drumstel, slaginstrument, cajón
- Joey Maramba − basgitaar
- Danger Mouse − basgitaar, synthesizer ("I Wanna Talk 2 U")
- Erik Sanko − basgitaar ("Scotland Yard")
- Eden Cale − achtergrondzang ("Hemingway")

## Voetnoten
1. ↑  Awards
2. ↑  Shifty Adventures in Nookie Wood